# Торта „Гараш“
Торта „Гараш“ е българска шоколадова торта, създадена в Русе, България, най-вероятно в началото на ХХ век.

## История
Тортата е създадена от австро-унгареца сладкар Коста Гараш, който пристига в Русе през 1885 г. В града той управлява тогавашния гранд хотел „Ислях хане“, който се е намирал до резиденцията на княз Александър Батенберг, и в него са се посрещали видни за времето гости като румънския крал Карол II, сръбския Милан Обренович и шведския Оскар II. Именно за приеми от висок ранг Коста Гараш създава и известната си торта „Гараш“. По-късно, през 1900 г. той се премества в София, където поема управлението на хотел „Панах“. На партера се е намирала и сладкарницата, където столичани са можели да опитат парче „Гараш“.
За първи път за масовата публика, рецептата се появява в книгата на Поликсена Семерджиева и Христо Семерджиев „Практическо ръководство по модерно сладкарство и част от вегетарианска кухня“, издадена през 1935 година в Горна Оряховица (преиздадена през 1936 година в София). По-късно рецепти се срещат и в множество други кулинарни книги: в „Рецепти за електро-кухня“ и „Сладкарски рецепти за електро-кухня“ на Владо Иванов и Борис Пенев от 1939 година, в „Сладкарско производство. Технология на сладкарското производство“ на Борис Пенев и Стефан Попов от 1956 година, в „Десерти“ на Мария Донева и Любомир Камберов от 1958 г. и т.н.

## Приготвяне
Тортата се прави с пет тънки блата, направени от смес, съдържаща 200 грама орехи, 8 яйца, 220 грама пудра захар и 20 грама брашно. Всеки блат се пече върху намазнена оризова хартия при умерена температура до порозовяване, след което се оставя да изстине. Сметаната се разбива до сгъстяване, ако не е сладка се добавя захар. Шоколадът се разтопява на водна баня и по-голяма част от него се добавя към вече разбитата сладка сметана. Бърка се до получаване на еднороден шоколадов крем, към който може да се добави ром или коняк. Блатовете се редят, като всеки се маже обилно с шоколадовия мус. Накрая цялата торта се покрива с шоколадова глазура и се украсява с оцветени в зелено кокосови стърготини или филирани бадеми. Оставя се да пренощува в хладилник. Сервира се на другия ден.
В оригиналната рецепта на Коста Гараш тортата се прави без брашно. Държавният архив в Русе пази оригиналната рецепта на тортата. 